# Hana Gregorová (herečka)
Hana Gregorová (* 20. srpna 1952 Bratislava) je československá herečka, moderátorka a divadelní manažerka slovenského původu žijící v Rajce.
Jejím manželem byl český herec Radoslav Brzobohatý, se kterým má syna, kterým je český zpěvák, herec a hudebník Ondřej Gregor Brzobohatý. Z jejího prvního manželství pochází její dcera Rola. V současnosti působí také jako divadelní manažerka Divadla Radka Brzobohatého.